# Авангардный джаз
Авангардный джаз (Avant Garde jazz) — условное название музыкального направления, возникшего в 1950-х-1960-х гг., которое ориентировалось на модернизацию музыкального языка, на освоение новых, нетрадиционных выразительных средств и технических приемов (в области атональности, модальной импровизации и композиции, сонористики, электронного синтеза звука и т. д.).
История джазовых стилей — это история музыки XX и XXI века. Джазовый стиль «ритм-энд-блюз», урбанизированная модификация блюза и джаза, становится источником авангардного джаза. Этот стиль отличался тем, что в нем импровизация и основная тема объединялись и составляли единое целое, аранжировки переплетались с музыкальной основой, мягко и пластично следуя друг за другом.
В середине прошлого века эксперименты джазовых музыкантов с альтернативной авангардной музыкой привели к тому, что зародилось новое музыкальное направление — авангардный джаз. Если в классическом джазе было обязательным присутствие традиционных музыкальных элементов, то новый стиль не признавал их главенства и широко использовал новые выразительные средства, а также технические приемы. Главным в авангардном джазе музыканты считали возможность высказать свои мысли, определить творческие поиски и предпочтения, чтобы выразить их посредством музыки. К ярким представителям стиля относят таких музыкантов, как Sun Ra (юр. имя Le Sony’r Ra), Элис Колтрейн (Alice Coltrane), Арчи Вернон Шепп (Archie Shepp).
Наибольшее влияние на зарождение авангардного джаза оказали Джон Колтрейн, Орнетт Коулман, Сесил Тэйлор, Дон Черри, расширившие границы пост-бопа и хард-бопа своими работами начала-середины 1960-х гг. («Impressions», «A Love Supreme»).

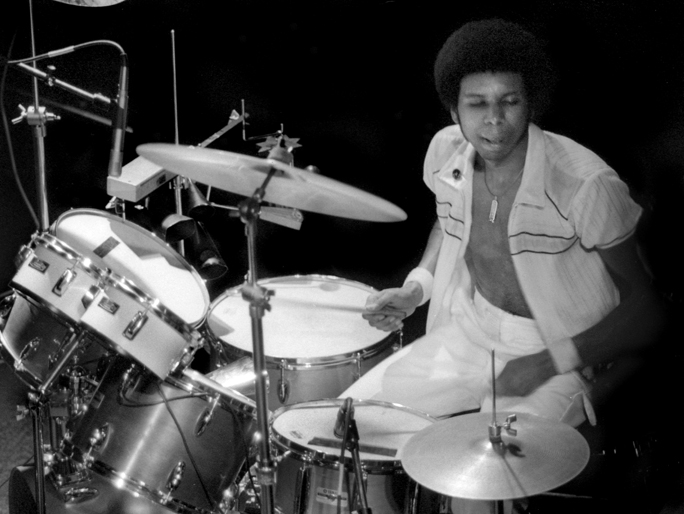
Denardo Coleman

Такие музыканты, как Эрик Дольфи и Эндрю Хилл также работали в похожем направлении. Немалую роль в становлении авангардного джаза сыграли не-американские музыканты — такие, как поляк Кржиштоф Комеда, немец Питер Бротцманн. Импровизационный электронный джаз Майлза Дэвиса периода «Bitches Brew» или Сонни Шерока также является авангардным джазом, так же, как частые в конце 1960-х-начале 1970-х годов эксперименты по смешению джаза с этническими гармониями.

## Книги об авангардном джазе
Наиболее полно об истоках, истории становления, развития и распространения авангардного джаза в исполнении советских новоджазовых музыкантов написал крупнейший специалист по авангардному джазу Ефим Барбан в книге «Чёрная музыка, белая свобода».
О том, как развивалось отечественное новое джазовое движение в 70-80-х годах в СССР, рассказывает в книге «Пока не начался Jazz» радиоведущий ВВС, известный музыкальный джазовый критик и продюсер Александр Кан, которого называли «гуманитарным связным» между рокерами и джазменами ленинградского андеграунда.

## Авангардный джаз в 21 веке
Авангардный джаз в России звучит на многочисленных концертных площадках, проходят фестивали, как отечественные, так и международные. В Екатеринбурге существует джаз-клуб «EverJazz».